# Св. св. Петър и Павел (Горгопик)
Вижте пояснителната страница за други значения на Свети апостоли Петър и Павел.
„Св. св. Петър и Павел“ (на гръцки: Αγίων Πέτρου και Παύλου) е българска възрожденска православна църква в гумендженското село Горгопик (Горгопи), Егейска Македония, Гърция, част от Гумендженската, Боймишка и Ругуновска епархия на Вселенската патриаршия. Църквата е изградена в ΧΙΧ век. Представлява трикорабна базилика с вградена камбанария. В 1983 година е обявена за защитен паметник.